# Tonquin beach trail
 (mars 2024).
Le Tonquin Beach Trail est un sentier de randonnée se situant dans la ville de Tofino au Canada,.

## Itinéraire
Accessible à 20 minutes de marche du centre ville, ce sentier nécessite une heure de marche pour parcourir les 3,8 km en débutant de la salle municipale de Tofino jusqu'à Middle beach le long de la côte. Il est composé de graviers et est d'une difficulté modérée.
Le Tonquin Connector, permet d'accéder aux deux autres accès situés au parc à vélo ou à l'entrée de la zone industrielle. Ce parcours est fréquenté pour l'observation des oiseaux, la randonnée, la course à pied et le cyclotourisme.
Parcourant des zones humides, des forêts anciennes ainsi que des criques, ce sentier présente aussi des escaliers et des points de vue aménagés de bancs et de balustrades afin de profiter d'une vue direct sur l'océan, l'île de Wickaninnish (en), Templar Channel (en) et le Clayoquot Sound.
Le sentier longe les plages Third beach et Middle beach et se termine à MacKenzie Beach.
- Chemin de randonnée de la plage de Tonquin, Tofino.
- La plage vue du sentier.
- Sentier en forêt.
- Escalier d'accès au sentier.

## Attractions naturelles

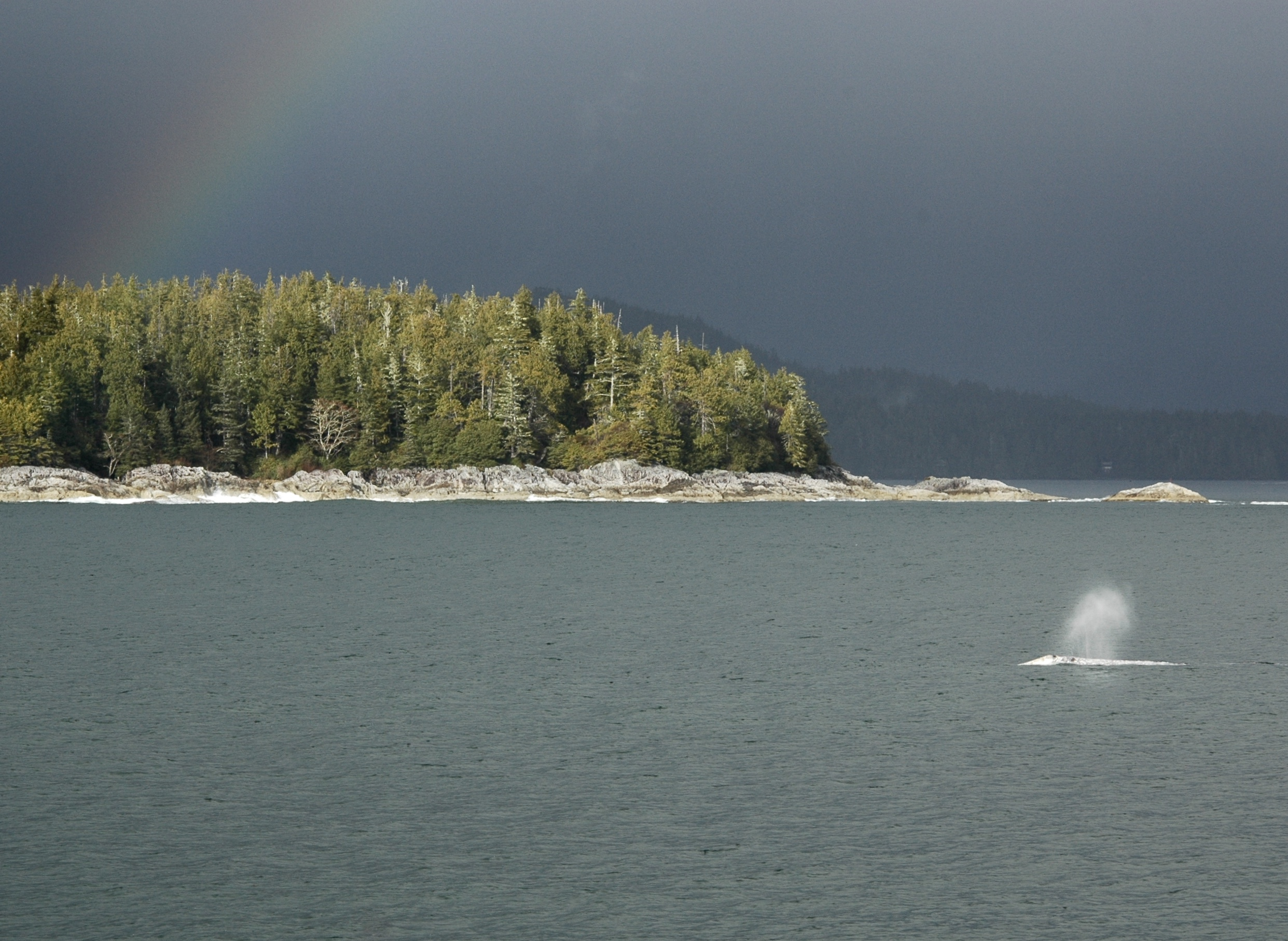
Baleine grise dans le Clayoquot sound.
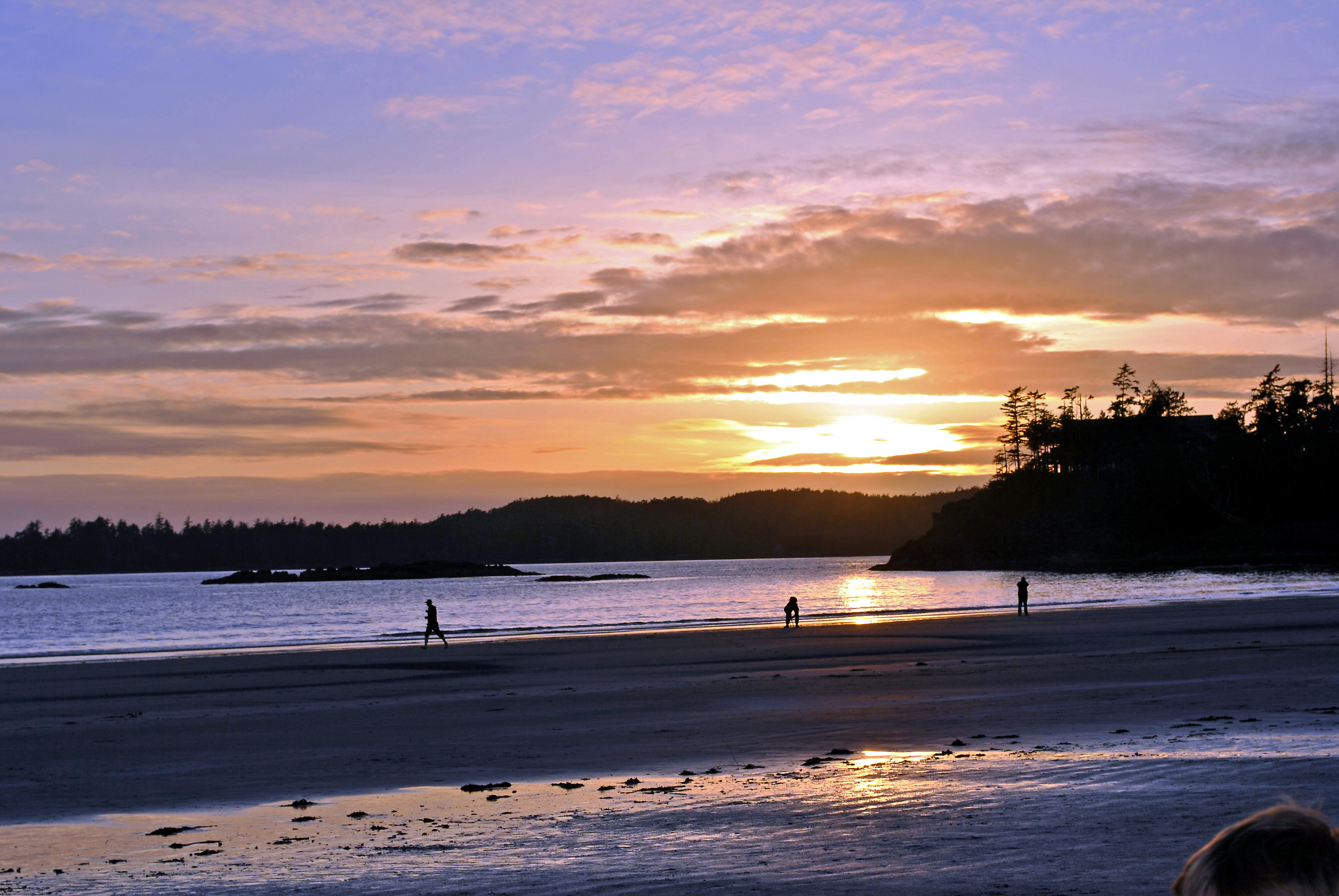
Coucher de soleil de la plage MacKenzie.
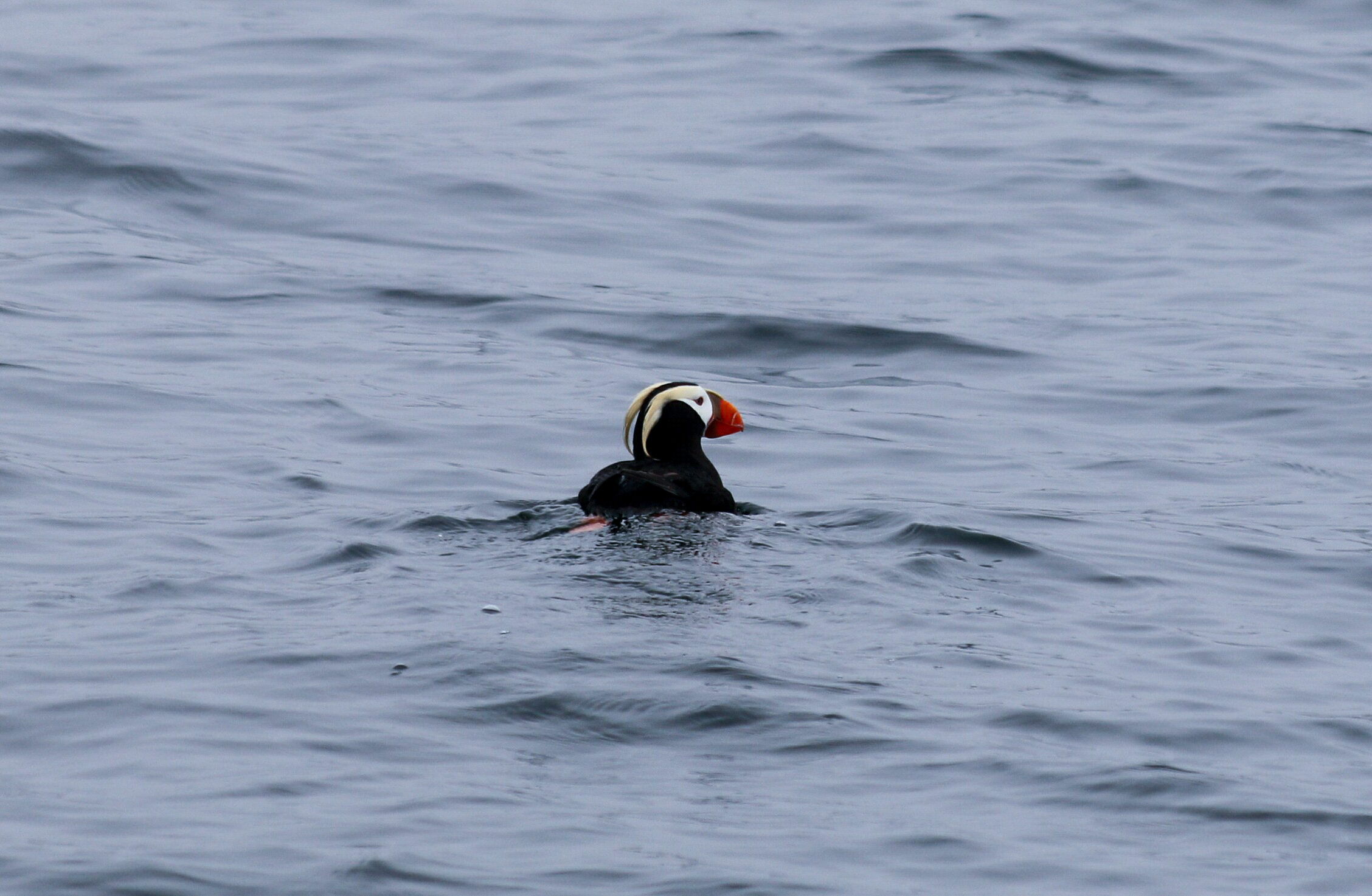
Macareux huppé.

Ce sentier offre des points de vue sur l’océan, sur le coucher de soleil et permet d'observer la migration des baleines, dont les baleines à bosses et les baleines grises, au printemps.
L'aire marine locale protégée de Clayoquot Sound se compose de nombreuses îles visibles au alentours et a faible profondeur des zones marines côtières permet également d'observer les orques qui traversent toute l'année le Templar Channel en passant devant le sentier.
Le Tonquin Beach Trail est également un parcours apprécié des ornithologues du fait de la diversité des espèces d'oiseaux locales.